# Бледский замок

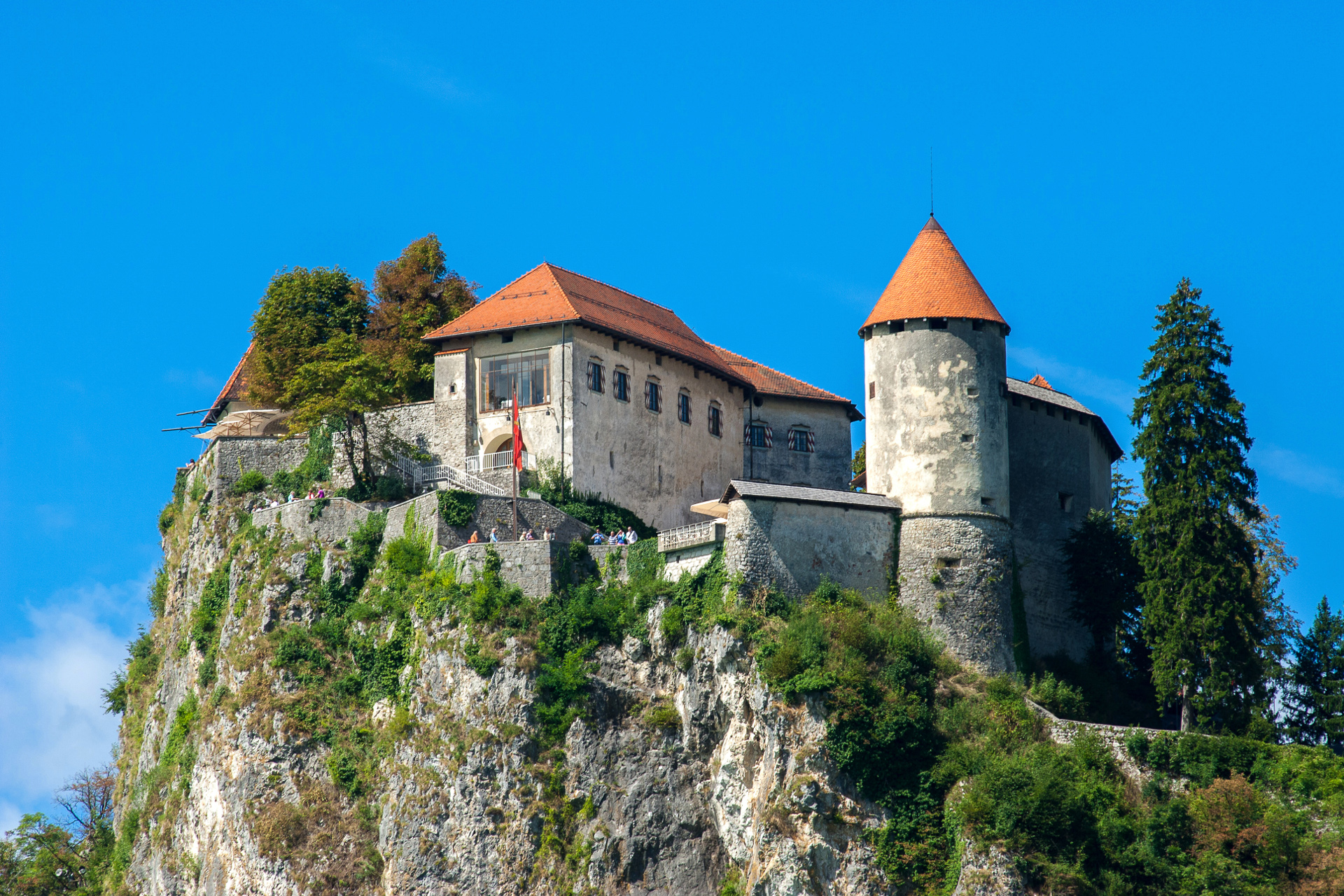
Бледский замок на вершине утёса.

Бле́йский за́мок (словен. Blejski grad) — замок на вершине 130-метрового утёса у озера Блейско близ города Блед (Словения). Один из самых старых замков Словении.

## История замка
Первые упоминания о замке датируются 1004 годом, когда император Генрих II отдал его в пользование епископу Бриксена Альбуину. В то время замок был известен под своим немецким названием "Фельдес".
Самая древняя часть замка — башня в романском стиле, которую использовали и для жилья, и для обороны, и для наблюдения за прилегающими к замку окрестностями.
В эпоху Средневековья на утёсе появились новые постройки, а на самой вершине утёса — оборонительные каменные стены с вышками.
После распада Австро-Венгерской империи город Блед территориально вошёл в состав Югославии и Бледский замок превратился в летнюю резиденцию сначала монархов дома Карагеоргиевичей, а затем Иосипа Броз Тито. Во время Второй мировой войны в замке временно размещался штаб немецких войск.
В 1947 году замок пострадал от пожара, но через несколько лет был отреставрирован и превращён в исторический музей. В его коллекции представлены одежда, оружие и предметы быта.
Все замковые постройки расположены вокруг двух внутренних дворов, размещённых друг над другом и связанных с помощью лестницы: нижний двор окружают хозяйственные постройки, а помещающийся над ним верхний двор — жилые помещения.
На верхнем внутреннем дворе есть часовня, построенная в XVI веке.
Близ замка расположен разводной мост через ров.

## Галерея

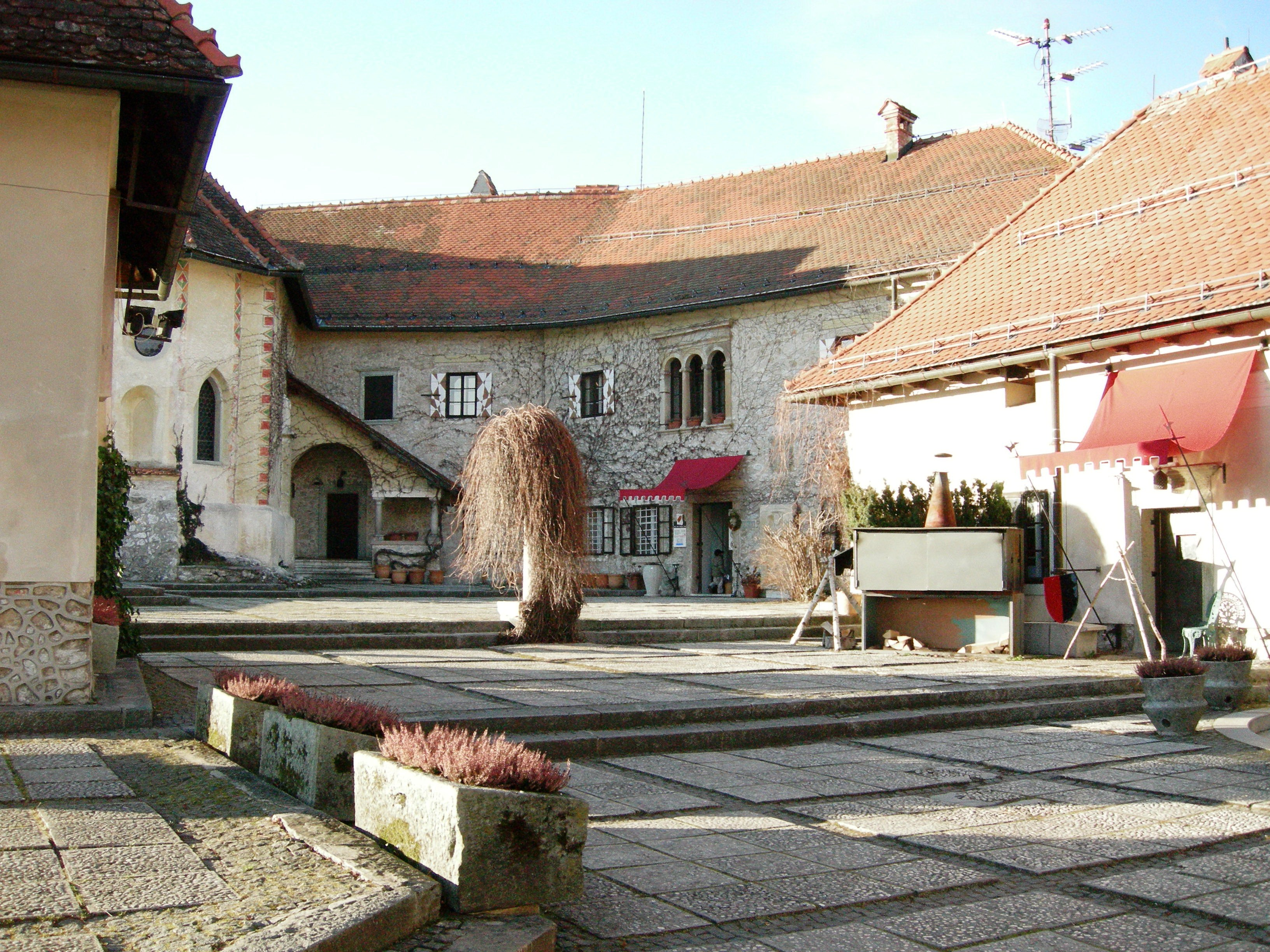
Верхний внутренний двор замка.
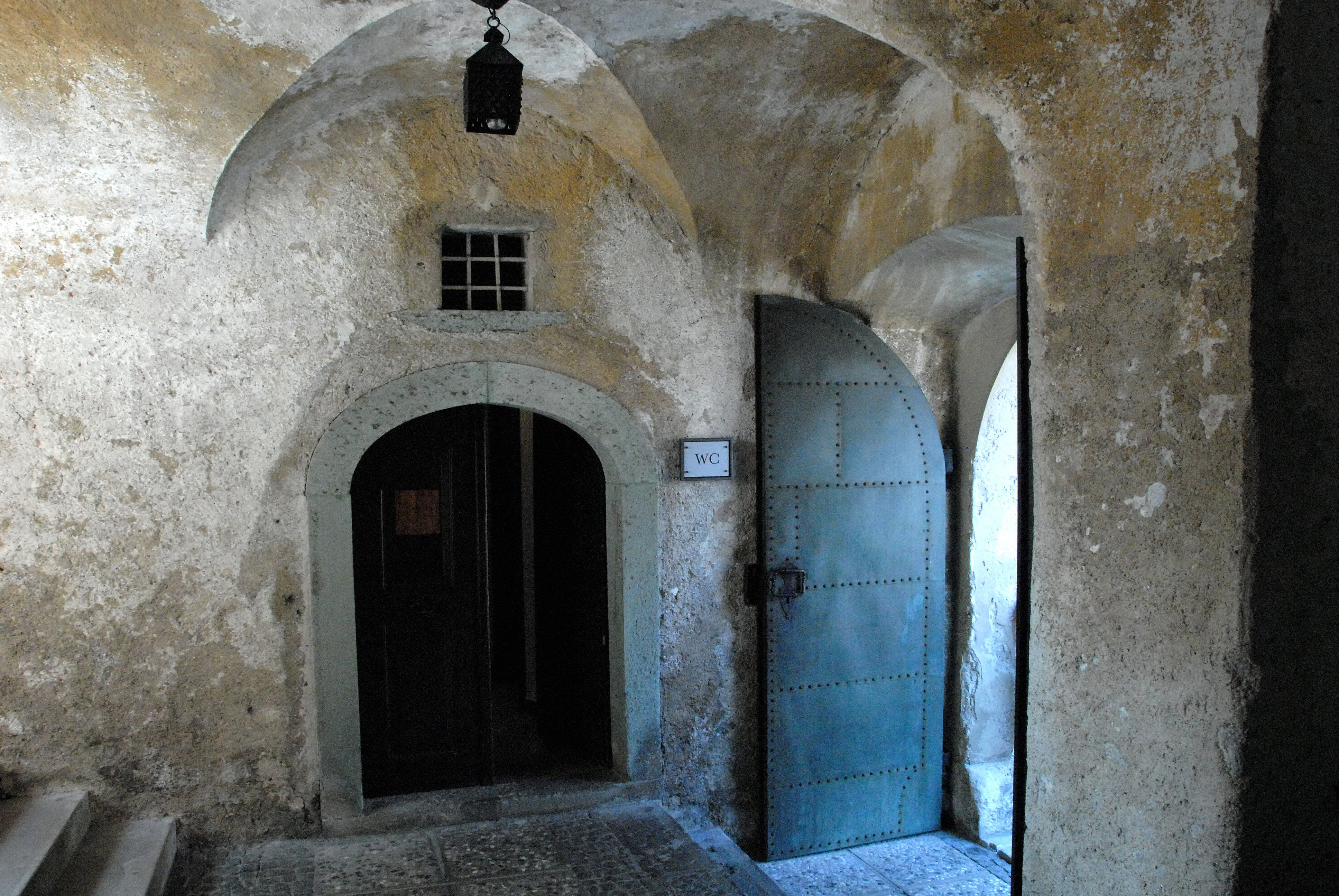
Вестибюль у лестницы, ведущей на верхний двор.
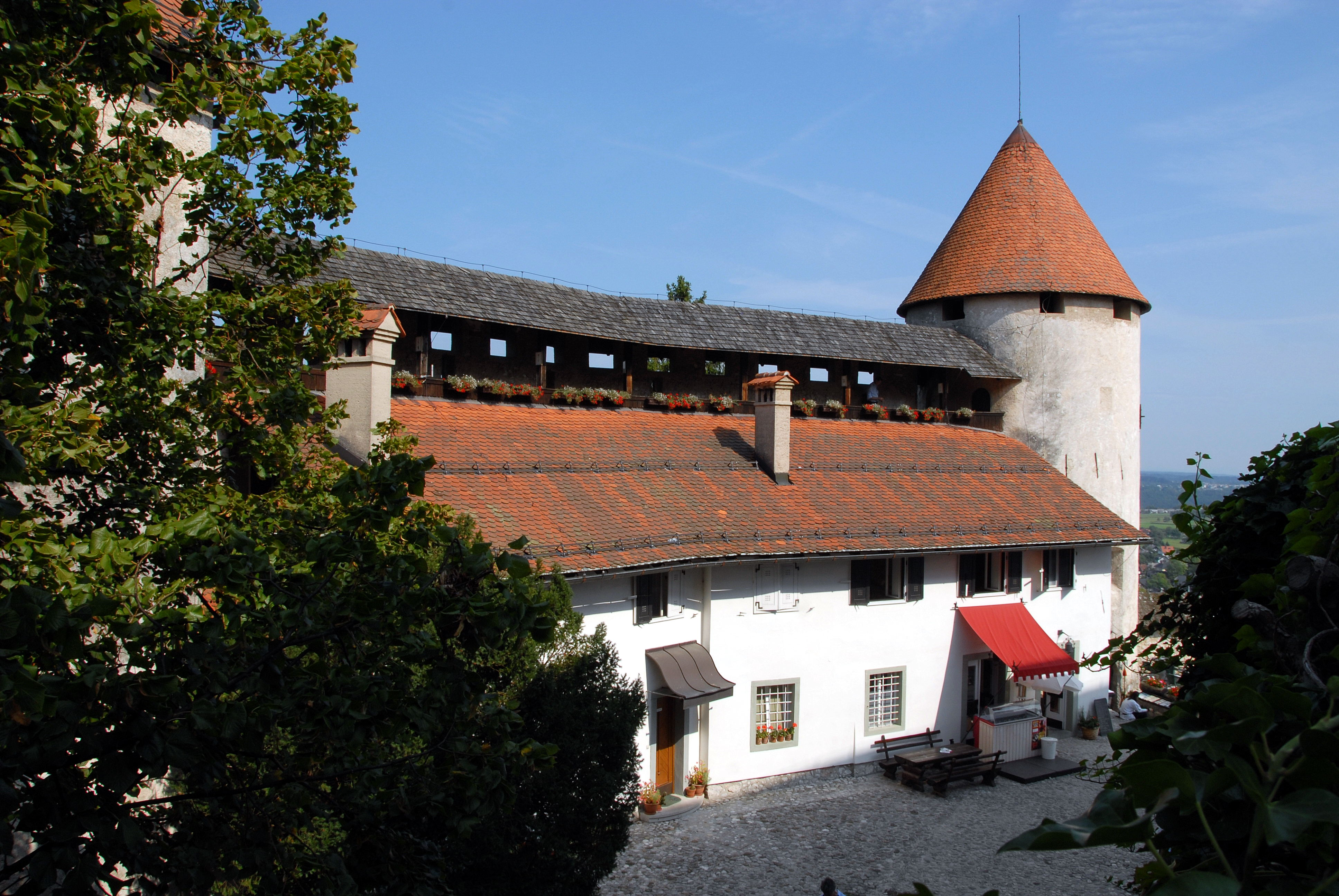
Строение в нижнем дворе замка.
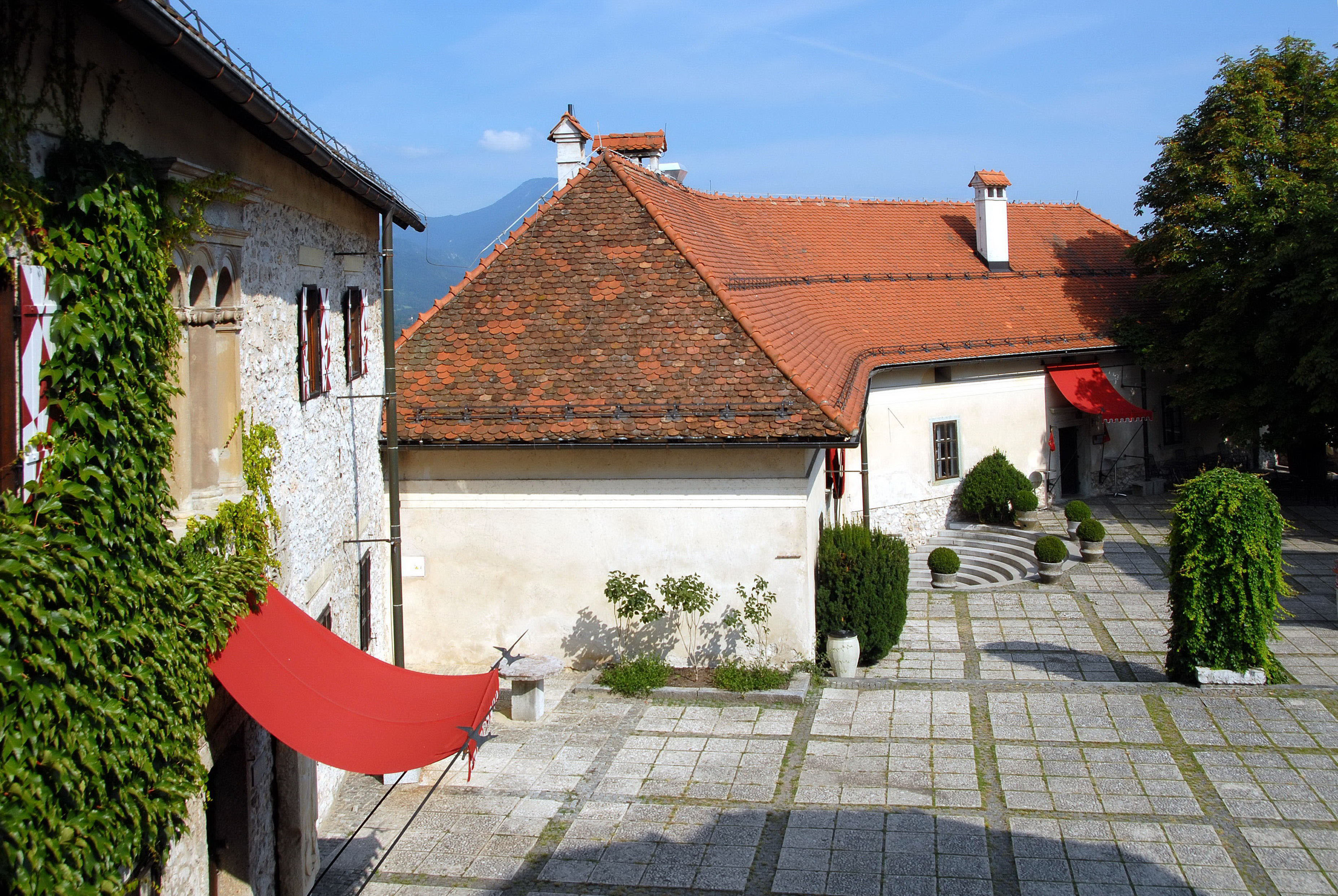
Строения в верхней части замка.
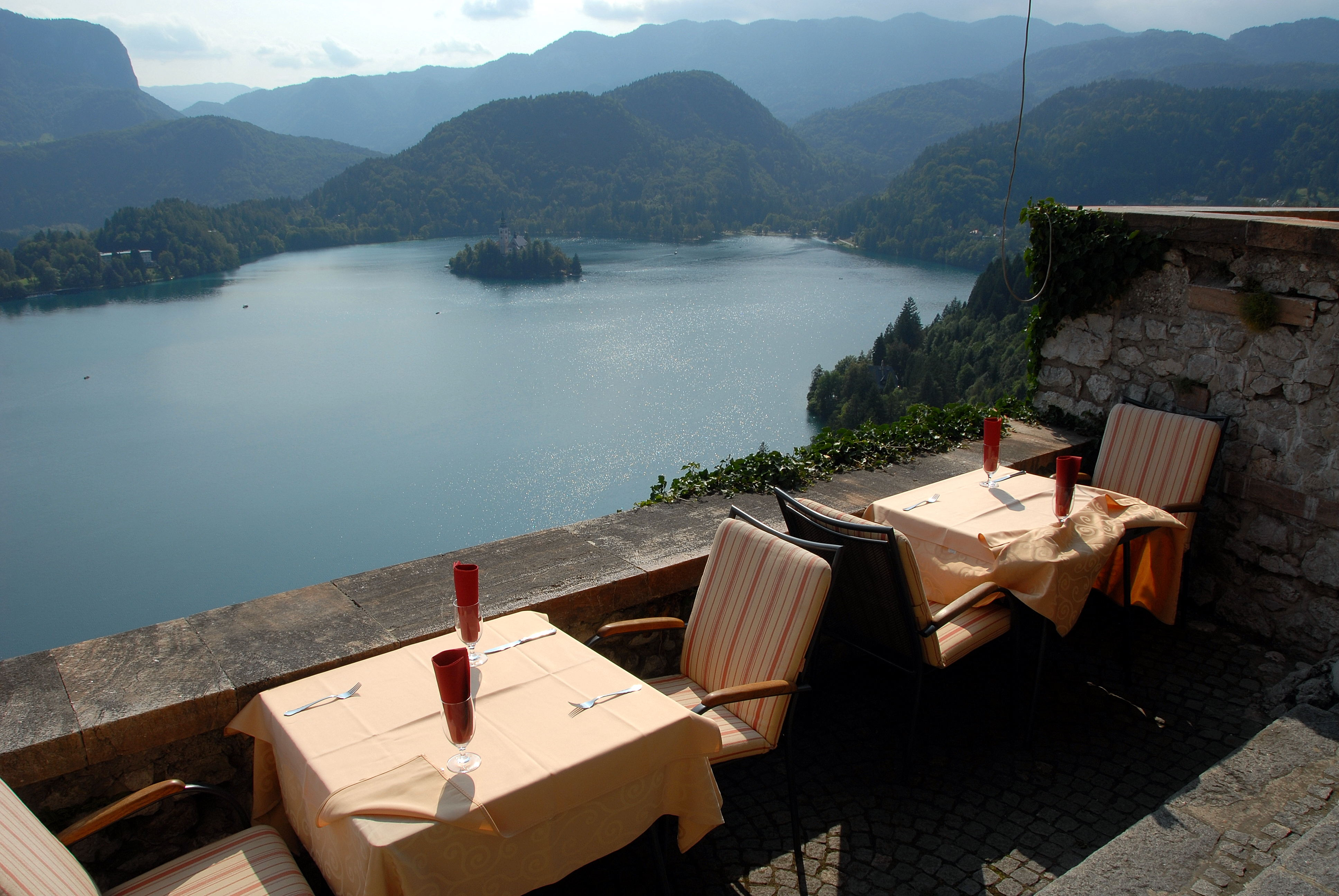
Вид на озеро Блейско с замка.
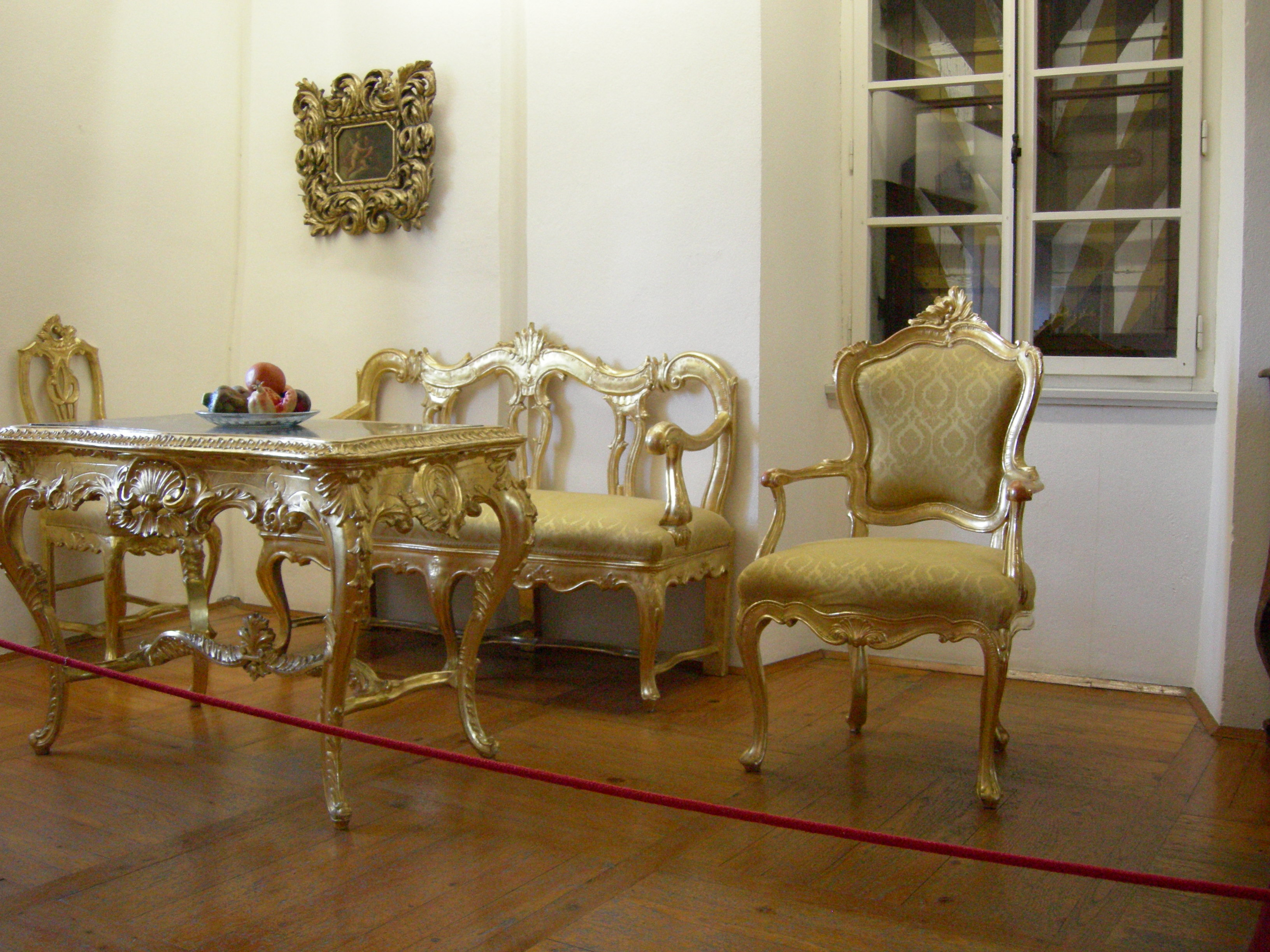
Музейные экспонаты.
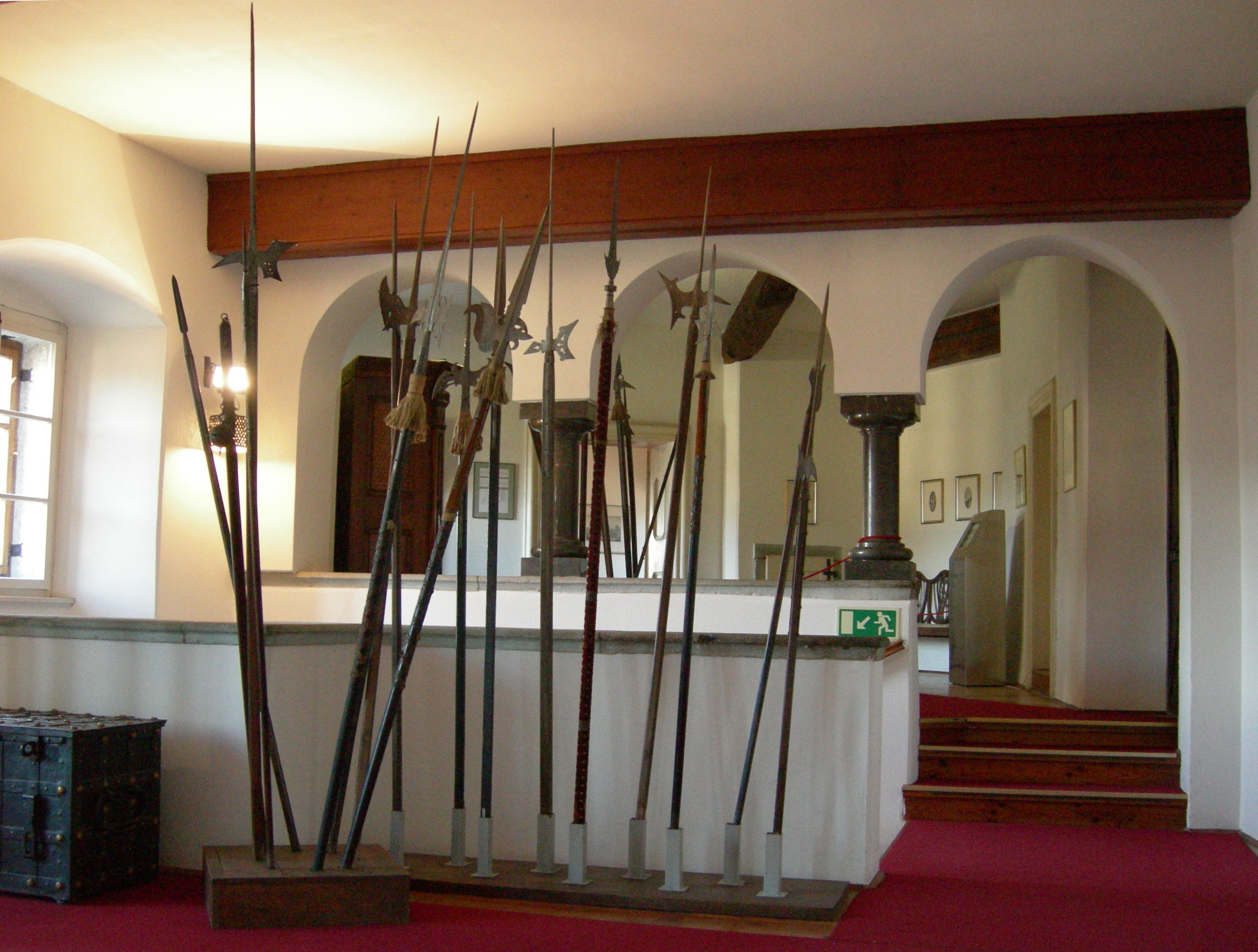
Музейные экспонаты.
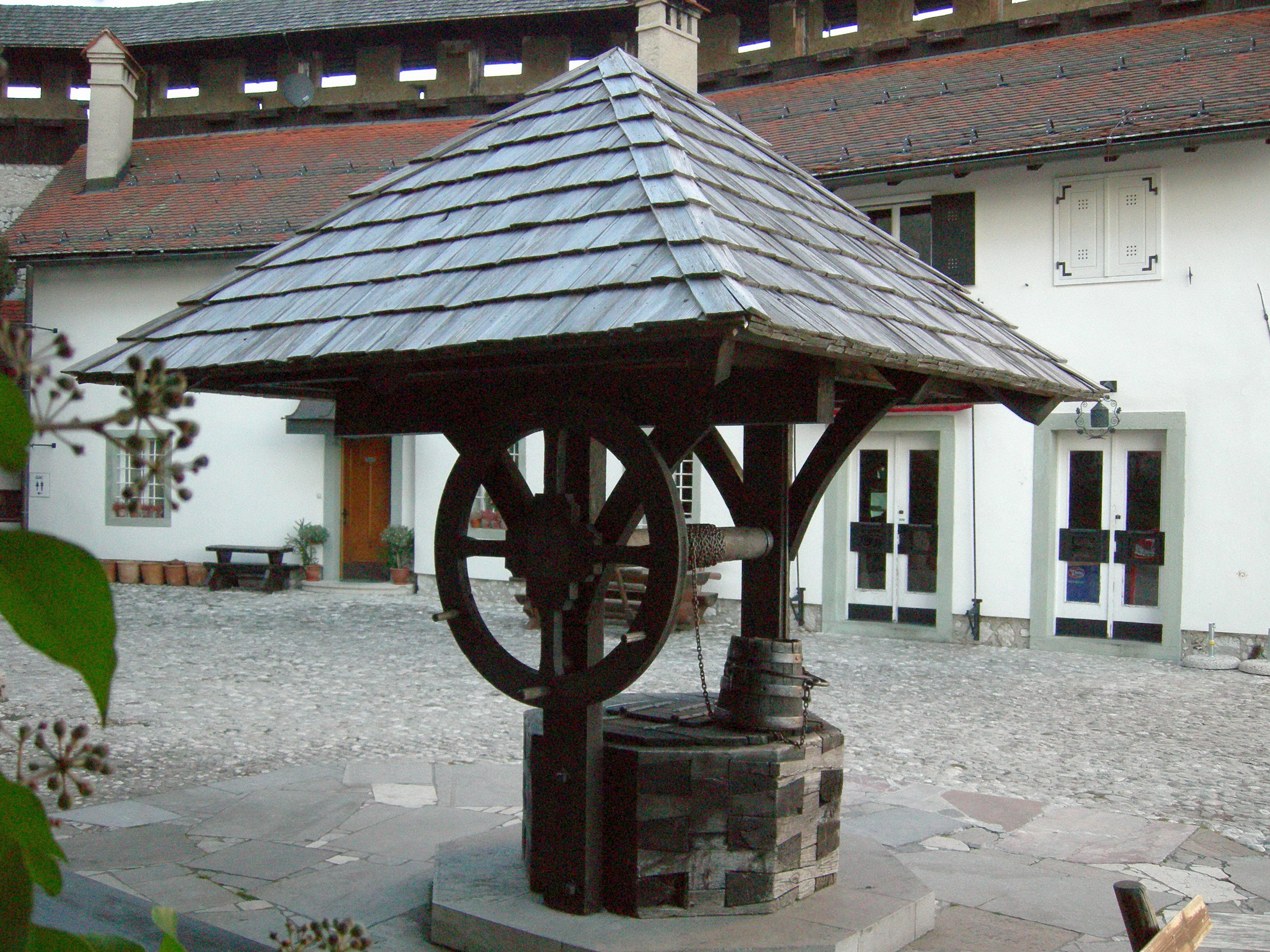
Колодец в нижнем внутреннем дворе замка.